# Otto Plantener
Otto Plantener (ur. 26 kwietnia 1889 w Odense, zm. 9 kwietnia 1964 w Kopenhadze) – duński strzelec, olimpijczyk.
Wystartował na Letnich Igrzyskach Olimpijskich 1920 w przynajmniej 3 konkurencjach. W karabinie wojskowym leżąc z 300 m drużynowo zajął 13. miejsce, zaś w drużynowych zawodach w pistolecie dowolnym z 50 m osiągnął 8. pozycję.

## Wyniki

### Igrzyska olimpijskie
| Igrzyska       | Konkurencja                              | Wynik                             | Miejsce | Źródło |
| -------------- | ---------------------------------------- | --------------------------------- | ------- | ------ |
| Antwerpia 1920 | Karabin wojskowy leżąc, 300 m, drużynowo | 268 pkt. (druż.)                  | 13      | [ 1 ]  |
| Antwerpia 1920 | Pistolet dowolny, 50 m                   | 419 pkt.                          | ?       | [ 3 ]  |
| Antwerpia 1920 | Pistolet dowolny, 50 m, drużynowo        | 2159 pkt. (druż.) 419 pkt. (ind.) | 8       | [ 2 ]  |